# Roger Cockx
Roger Cockx (Leuven, 19 mei 1914 – Antwerpen, 5 juli 1991) was een Vlaams kunstschilder, die behoorde tot het Vlaams expressionisme en voornamelijk landschappen schilderde. Hij werkte met olieverf, aangebracht met penseel of mespunt.
Van opleiding was Cockx technisch tekenaar. Hij kreeg zijn opleiding in de technische school van de Londenstraat in Antwerpen. Hij volgde een tijd leergangen aan de Koloniale Hogeschool in Antwerpen, met het oog op een loopbaan in Belgisch-Congo, maar maakte deze leergangen niet af. 
Kenmerkend voor zijn stijl zijn de hoeven en de bomen, die in bijna elk van zijn werken centraal staan. Hij schilderde meestal op doek, soms op panelen. Zijn werken zijn vaak niet ondertekend.